# Club Atlético River Plate 2004-2005
Questa voce raccoglie le informazioni riguardanti il Club Atlético River Plate nelle competizioni ufficiali della stagione 2004-2005.

## Stagione
Ultima stagione per Astrada, che viene sostituito da Reinaldo Merlo; in campionato il River ottiene prima il 3º posto e in seguito il 10º. Nell'Apertura il club si classifica terzo, ottenendo il secondo miglior attacco del campionato (28 gol contro i 29 del San Lorenzo). Nella fase successiva, invece, il torneo si chiude con il 10º posto, con una delle peggiori difese del torneo e una differenza reti di +2. In campo internazionale la squadra disputa una buona Libertadores, venendo eliminata dal San Paolo in semifinale; nella Sudamericana invece si ferma al turno preliminare.

## Maglie e sponsor
Lo sponsor tecnico per la stagione 2004-2005 è Adidas, mentre lo sponsor ufficiale è Budweiser.
| Casa | Trasferta |

## Rosa
| N. |                      | Ruolo | Calciatore          |
| -- | -------------------- | ----- | ------------------- |
|    | Argentina (bandiera) | P     | Juan Pablo Carrizo  |
|    | Argentina (bandiera) | P     | Franco Costanzo     |
|    | Argentina (bandiera) | P     | Germán Lux          |
|    | Argentina (bandiera) | P     | Alejandro Saccone   |
|    | Argentina (bandiera) | D     | Horacio Ameli       |
|    | Paraguay (bandiera)  | D     | Celso Ayala         |
|    | Argentina (bandiera) | D     | Pablo Barzola       |
|    | Argentina (bandiera) | D     | Fernando Crosa      |
|    | Uruguay (bandiera)   | D     | Carlos Diogo        |
|    | Argentina (bandiera) | D     | Federico Domínguez  |
|    | Argentina (bandiera) | D     | Pablo Frontini      |
|    | Argentina (bandiera) | D     | Ariel Garcé         |
|    | Argentina (bandiera) | D     | Danilo Gerlo        |
|    | Argentina (bandiera) | D     | Lucas Mareque       |
|    | Argentina (bandiera) | D     | Jesús Méndez        |
|    | Colombia (bandiera)  | D     | John Jairo Mosquera |
|    | Argentina (bandiera) | D     | Franco Miranda      |
|    | Argentina (bandiera) | D     | Cristian Nasuti     |
|    | Paraguay (bandiera)  | D     | Ricardo Rojas       |
|    | Argentina (bandiera) | D     | Cristian Tula       |
|    | Argentina (bandiera) | D     | Eduardo Tuzzio      |
|    | Argentina (bandiera) | D     | Nelson Vivas        |
|    | Argentina (bandiera) | C     | Matías Abelairas    |
|    | Argentina (bandiera) | C     | Damián Álvarez      |
|    | Argentina (bandiera) | C     | Diego Barrado       |
|    | Argentina (bandiera) | C     | Eduardo Coudet      |

| N. |                      | Ruolo | Calciatore            |
| -- | -------------------- | ----- | --------------------- |
|    | Argentina (bandiera) | C     | Nicolás Domingo       |
|    | Argentina (bandiera) | C     | Alejandro Faurlín     |
|    | Argentina (bandiera) | C     | Juan Ramón Fernández  |
|    | Argentina (bandiera) | C     | Marcelo Gallardo      |
|    | Argentina (bandiera) | C     | Lucho González        |
|    | Argentina (bandiera) | C     | Daniel Ludueña        |
|    | Argentina (bandiera) | C     | René Lima             |
|    | Argentina (bandiera) | C     | Javier Mascherano     |
|    | Colombia (bandiera)  | C     | Jairo Patiño          |
|    | Argentina (bandiera) | C     | Gabriel Pereyra       |
|    | Argentina (bandiera) | C     | Guillermo Pereyra     |
|    | Argentina (bandiera) | C     | Rubens Sambueza       |
|    | Uruguay (bandiera)   | C     | Adrian Sarkisian      |
|    | Argentina (bandiera) | C     | Patricio Toranzo      |
|    | Argentina (bandiera) | C     | Víctor Zapata         |
|    | Argentina (bandiera) | A     | Federico Almerares    |
|    | Paraguay (bandiera)  | A     | Nelson Cuevas         |
|    | Colombia (bandiera)  | A     | Radamel Falcao García |
|    | Argentina (bandiera) | A     | Ernesto Farías        |
|    | Argentina (bandiera) | A     | Gastón Fernández      |
|    | Argentina (bandiera) | A     | Federico Higuaín      |
|    | Argentina (bandiera) | A     | Luciano Leguizamón    |
|    | Argentina (bandiera) | A     | Maxi López            |
|    | Cile (bandiera)      | A     | Marcelo Salas         |
|    | Argentina (bandiera) | A     | José Sand             |

## Statistiche

### Statistiche di squadra
| Competizione          | Punti | Totale | Totale | Totale | Totale | Totale | Totale | DR |
| Competizione          | Punti | G      | V      | N      | P      | Gf     | Gs     | DR |
| --------------------- | ----- | ------ | ------ | ------ | ------ | ------ | ------ | -- |
| Campionato - Apertura | 33    | 19     | 9      | 6      | 4      | 28     | 19     | +9 |
| Campionato - Clausura | 27    | 19     | 8      | 3      | 8      | 31     | 29     | +2 |
| Libertadores          | -     | 12     | 7      | 2      | 3      | 23     | 17     | +6 |
| Sudamericana          | -     | 2      | 0      | 1      | 1      | 1      | 2      | -1 |
| Totale                | -     |        |        |        |        |        |        | -  |